# Thessalonique (district régional)
Le district régional de Thessalonique (en grec moderne : Περιφερειακή ενότητα Θεσσαλονίκης) est l'un des districts régionaux de Grèce qui fait partie de la périphérie de la Macédoine-Centrale. Il reprend les contours de l'ancien nome de Thessalonique (en grec : νομός Θεσσαλονίκης).
Ce district régional s'étend du golfe Thermaïque au golfe Strymonique. Le golfe Thermaïque s'étire au sud-ouest tandis que le golfe Strymonique se trouve à l'est. 
Son siège est la ville de Thessalonique. Selon le recensement de 2011, la population du district régional s'élève à 1 110 551 habitants.

## Administration
Dans le cadre de la réforme gouvernementale de 2011, le programme Kallikratis, le district régional de Thessalonique, est créé en partie sur l'ancien nome de Thessalonique. Il est divisé en 14 municipalités qui sont (numérotées selon la carte) : 

Dèmes du district régional de Thessalonique en 2010.

- Ambelókipi-Meneméni (2)
- Chalkidóna (13)
- Délta (4)
- Kalamariá (7)
- Kordelió-Évosmos (8)
- Langadás (9)
- Neápoli-Sykiés (10)
- Oreókastro (14)
- Pávlos Melás (11)
- Pyléa-Chortiátis (12)
- Thermaïkós (5)
- Thérmi (6)
- Thessalonique (1)
- Vólvi (3)